# Адан, Поль
По́ль Ада́н (фр. Paul Adam, 6 декабря 1862, Париж — 1 января 1920, Париж) — французский писатель.
Происходит из аристократической славянской семьи. Его дед был участником наполеоновских войн, которым Адан посвятил ряд своих исторических романов. Также участвовал в конкурсе искусств на Олимпийских играх 1912 года в категории "литература", но его произведение наград не получило.

## Творчество
Первоначально его литературными попутчиками были Гюисманс и Анри де Ренье. В последние годы жизни Адан сдружился с писательской группой «Аббатство».
В молодости примыкает отчасти к новейшим течениям, как основатель или ближайший сотрудник многих журналов символического направления, в которых он работал вместе со своими друзьями Малармэ, Жаном Мореасом и др. В сотрудничестве с последним написана повесть «Le thé chez Miranda» на очень смелую эротическую тему, а также роман «Les demoiselles Goubert». Связь Адана с символистами более, однако, личная, чем принципиальная. С эстетами его сближает только болезненный эротизм его ранних произведений, например, первый роман Адана — «Chair Molle» (Безвольная плоть, 1885) написана в чисто натуралистическом жанре. Автор резко раскрыл бытовые секреты французского общества, вызвав бурю негодования и даже подвергся судебному преследованию по обвинению в оскорблении общественной нравственности.
После нашумевшего первого произведения Адан развил необыкновенно энергичную деятельность. Он написал около 40 крупных романов и большое количество статей по общим вопросам культуры, искусства и истории нравов.
Адан — яркий представитель литературы интеллигентов Франции, метавшихся от натурализма к мистике и спиритуализму символистов, от исканий утопического социализма к идеологии французского империализма, к идеализации французской колониальной политики, «долженствующей объединить Восток и Запад».
В его произведениях можно найти весь комплекс характерных для империализма идей расового и национального превосходства, культурной миссии, осуществляемой насилием над «низшими расами» и народами, военной доблести как высшей нравственной и национальной ценности и т. п.
Этому идеологическому комплексу Адана соответствует не менее типичная тематика многих его произведений с их воинственными и бесстрашными героями, людьми воли и темперамента, с их «батальной живописью», с их идеализацией, даже апофеозом войны. Излюбленные жанры прозы у писателей этого направления — колониальный роман и повествование о воображаемых или действительных империалистических войнах. И в этом отношении Адан не составляет исключения.

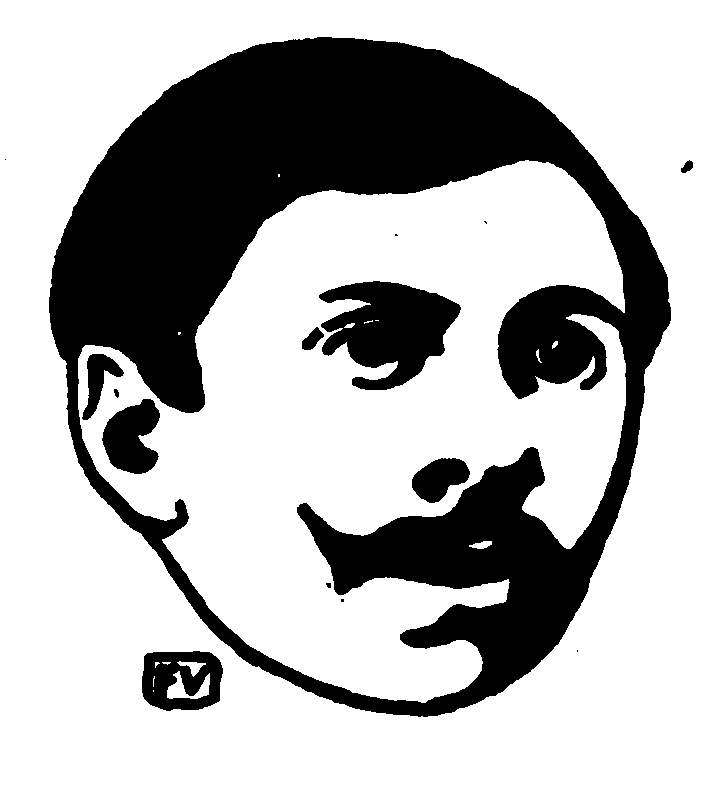
Поль Адан

Его «La ville inconnue» (Неведомый город) — роман о колониальной экспедиции, а известные произведения наполеоновского цикла — попытки создания военной эпопеи. В этих романах особенно отразились свойственные творчеству Адана противоречия: он одновременно полумистик и реалист, психолог и бытописатель, но их основная линия выделяется достаточно чётко.
Автор прославляет силу и её носителя — Наполеона I. Франция должна была перед войной 1914—1918 возродить старый культ Наполеона. Его победы и завоевания, грандиозный размах его военных предприятий, его упорное стремление к мировому господству, — все это было прообразом грядущего величия победившей Франции.
Этот новый культ Наполеона резко отличается от прежнего, которому отдали дань крупные французские, и не только французские, поэты XIX века. Они ещё не отделяли Наполеона и его дела от Великой революции. Для них Наполеон был столько же воплощением силы, сколько свободы и равенства. В этом была несомненная идеализация Бонапарта, но и доля истины, так как объективно, помимо своей воли, он продолжал своими войнами дело революции, распространял её идеи по Европе.
В романе «Сила» Адан разрывает все те связи, которые некогда соединяли Наполеона с революцией. В его лице символизируется идея мирового господства, воплощена и прославлена латинская раса, идеалом которой является не осуществление «прав человека», а безграничное могущество и подчинение других рас.
Теми же националистическими тенденциями проникнут роман «Тресты», в котором потомки разбогатевшей на войне семьи промышленников из романа «Сила» продолжают дело отцов, столь же патриотичное, как и прибыльное, в условиях капитализма нового века.
При таком умонастроении особенной ценностью для Адана становится воля как залог прославляемой им силы («Force»). Тема воли проходит через все его романы. Его «Soi» (Своё «я», 1886), «Être» (Быть, 1888), «En décor» (Среди чужих, 1890), «Coeurs utiles» (Самоотверженные сердца, 1892), особенно «Robes rouges» (Красные мантии, 1892) и др. — дают разные варианты коллизий слабой и сильной воли с обществом, борьбы индивидуальных и социальных чувств в разных его слоях.
Даже названия некоторых романов подчёркивают эту тему: «Les Volontés merveilleuses» (Чудесная власть воли) и тому подобное. Как романист Адан был под сильным влиянием Эмиля Золя. Подобно ему, он пишет циклами, изучает историю данной семьи на протяжении ряда поколений, вводит массы в повествование.
Общественная сатира в прямом смысле слова мало интересовала Адану, но тем не менее он отдал ей дань в сборниках: «Мораль Франции» и «Мораль Парижа».
Ироническое отношение к морали и к семейному укладу Франции выражено у Адана очень ярко, но, создав тип женщины, освободившейся от этих уз, автор не пошёл дальше идеала француженки, «умной и красивой», сознательно превратившей себя в предмет публичного торга: эта властительница сердец и карманов, Кларисса Габи, фигурирует в большой трилогии:
- «Le Troupeau de Clarisse» (Стадо Клариссы),
- «L’année de Clarisse» (Сезон Клариссы)
- «Clarisse et l’homme heureux» (Кларисса и счастливый мужчина). Увлекательность фабулы и колоритность образов вместе со специфическими острыми моментами эротики, доходящей до порнографии, сделали Адана из борца против мещанства — любимцем французского мещанина.

Его поиск «новой формулы» выразился в неореализме. Первые переводы на русский язык книг Адана были сделаны в 1910.

## Издания
- В собрании сочинений в издательстве Семёнова М. И. (П., 1917). напечатаны:

«Сила»
«Дитя Аустерлица»
«Хитрость»
«Под солнцем июля»
- в изд-ве «Сфинкс» (М., 1910—1912):

«Красные мантии», (т. IX);
«Декорации жизни» (т. II);
«Самоотверженные сердца» (т. III);
«Василий и София» (т. IV);
«Огни шабаша» (т. VIII);
«Стадо Клариссы» (т. IX).
- Из отдельно вышедших сочинений Адана неоднократно переиздавались:

«Византия»;
«Тресты».